# Atheta dwinensis
Atheta dwinensis är en skalbaggsart som beskrevs av Bertil Robert Poppius 1908. Atheta dwinensis ingår i släktet Atheta, och familjen kortvingar. Arten är reproducerande i Sverige.